# 罗杰 (1867年)
罗杰（1867年—?），湖南长沙人，清末民初立宪派政治人物、教育家。

## 生平
罗杰是清朝附贡生，早年曾任低级官吏，后来留学日本法政大学。在日本期间，1904年4月罗杰同湖南籍留日学生仇鳌等人在东京创办新华会，以响应华兴会策划的长沙起义。归国后，他历任长沙立达师范学堂监督、群治法政专门学校校长、官立长沙自治研究所所长，1909年任湖南谘议局议员、常驻议员、审议长，资政院议员。
辛亥革命中，他参加了辛亥长沙光复。1911年秋，辛亥俱乐部成立，他被选为总部成员。不久他回到湖南，和粟戡时等六人发起成立辛亥俱乐部湖南支部，他担任候补常驻议员和候补评议，在北京和湖南间来往，致力于君主立宪。1913年初，湖南筹蒙会成立，他担任评议长。此后，他历任中华民国北京政府政事堂法制局参事，上海群治大学校长。